# 岡野繁蔵
岡野 繁蔵（繁藏、おかの しげぞう、1894年（明治27年）6月4日 - 1975年（昭和50年）7月16日）は、大正から昭和期の実業家、政治家。衆議院議員（1期）。「南洋の貿易王」と称された。
児童文学作家の岡野薫子の大伯父にあたる。

## 経歴
静岡県志太郡青島村南新屋（青島町を経て、現藤枝市）で、岡野和吉の二男として生まれる。高等小学校を経て私立育英学校中学科に進んだ。2年次に瀬戸川の氾濫で実家が被災したため学校を中退し、藤枝駅前の丸十運送で住み込みで働く。育英中学に教師として赴任してきた橋本清之助と知り合い、社会教育団体の修養団藤枝支部の結成に関わった。
1914年（大正3年）にスマトラの雑貨商・豊原辰熊から青年の紹介依頼を修養団の蓮沼門三を通して聞き、同年、東洋貿易に入社した。本店支配人、バタヴィア支配人を歴任し、1919年（大正8年）に独立してスラバヤに大信洋行を設立した。1922年（大正11年）にはスマランに支店を開設した。続いて1933年（昭和8年）にトコ千代田百貨店をスラバヤ、バンドンに開設し、さらに、バタヴィア、ジョクジャ、マゲランなどにも開店した。しかし、太平洋戦争勃発により事業を断念して東京に引き上げた。
1947年（昭和22年）4月、第23回衆議院議員総選挙に静岡県第1区から民主党所属で出馬して当選し、衆議院議員に1期在任した。この間、民主党常議員会副会長、同国際貿易部長、同静岡県支部長などを務めた。第24回総選挙で落選した後に体調を崩し、長野県野尻湖畔の別荘で静養する。その後、同地の周辺を別荘地として開発し、亡妻の名にちなんで「ふみの丘」と名付けた。また、東京都内でカレーチェーン「サモワールおかの」を経営した。1975年（昭和50年）7月11日、勲四等瑞宝章受章。同月16日死去、81歳。死没日をもって従五位に叙される。墓所は青山霊園。

## 著作
- 編『青年会情况彙集』宗徳書院、1915年。
- 『日蘭会商の経過と其後の貿易状況』〈資料叢書 第5〉東京輸出協会、1936年
- 『南洋の生活記録』錦城出版社、1942年。
- 『南方周紀』主婦の友社、1944年。

## 伝記
- 岸井紫浪『日本の飛石:南方雄飛岡野繁蔵錬成時代』興亜書局、1942年。